# SHIGET TOGETHER
SHIGET TOGETHER는 야마나시현 코후 시에 본사를 둔 FM FUJI의 라디오 프로그램이다. 2005년 4월에 시작해, 2008년 3월 30일을 마지막으로 방송을 종료했다.

## 퍼스낼리티
카토 시게아키 (NEWS)

## 방송 시간
매주 일요일 23:00 ~ 23:30

## 코너
- 오늘은 무슨 날?

(방송날, 과거 그 날에 뭐가 있었는지 퀴즈 형식으로 말해나간다)
- Shige's recommend

(카토 시게아키의 추천 음악을 소개한다)
- 빈 시간에 어떻습니까?

(프로그램에 온 여유 시간에 간단하게 이루어지는 수수께끼나 심리 테스트를 소개한다)